# منصور الحربي (لاعب كرة قدم سعودي)
منصور عتيق الصبحي الحربي (مواليد 19 أكتوبر 1987)، هو لاعب كرة قدم سعودي يلعب في مركز الظهير الأيسر و لعب سابقاً في المنتخب السعودي.

## النادي الأهلي
لعب في النادي الأهلي من عام 2007 إلى عام 2018 .

## نادي الاتحاد
انتقل من نادي الأهلي إلى نادي الاتحاد في عام 2018 .

## نادي الرائد
وقع مع نادي الرائد مطلع عام 2021 .

## مسيرته الدولية
لعب مباراة ودية ضد منتخب أسبانيا لكرة القدم. كما لعب مباراة ودية ضد منتخب الغابون لكرة القدم خسر فيها المنتخب السعودي 1-0. ثم لعب مباراة ودية مع الكونغو والتي فاز فيها بضربة جزاء من قِبل منصور الحربي وحققوا 3 أهداف مقابل 2. كما شارك في كُلاً من كأس العرب لكرة القدم 2012 وكأس الخليج العربي 21.
في يونيو عام 2018، تم أختيار الحربي وضمه إلى التشكيلة النهائية للمنتخب السعودي والمُشاركة بمونديال كأس العالم 2018 في روسيا.

## البطولات

### النادي
الأهلي
- كأس خادم الحرمين الشريفين (3): 2011، 2012، 2016.
- كأس ولي العهد السعودي (1): 2014-15
- الدوري السعودي (1): 2015-16
- كأس السوبر السعودي (1): 2016
- كأس الخليج للأندية (1): 2008

### الفردية
- رجل المباراة في كأس الخليج العربي 21 ضد اليمن.

## وصلات خارجية
- منصور الحربي على Soccerway
- منصور الحربي على موقع الاتحاد الدولي (مؤرشف)  (الإنجليزية)
- منصور الحربي على موقع قاعدة بيانات كرة القدم.إي يو (الإنجليزية)
- منصور الحربي على موقع ناشيونال فوتبول تيمز (الإنجليزية)
- منصور الحربي على موقع Soccerway.com (الإنجليزية)